# 古惑仔Online
《古惑仔Online》是由Gameone Group Ltd開發出,並獲得「和平出版有限公司」授權的一款手機遊戲。於2015年1月15日在App Store和Google Play同步發行。

## 遊戲內容
以《古惑仔》漫畫內容及角色作為藍本,秉承着《古惑仔3G》宗旨。遊戲中的任務、場景、人物、道具等一切沿用漫畫中內容,玩家將透過模擬經營方式,親身體驗打鬥、搶劫、爭地盤等最為真實的黑道人生並深切感受黑幫之間「兄弟情」和「江湖義」的點點滴滴！將古惑精神承傳下去。

### 社團管理
每位玩家都有一個屬於自己的地盤，親自模擬經營,一嘗擔任社團龍頭的滋味。在自己地盤上可以使用建造不同建築物以獲得不同資源,如「社團大樓」、「拳館」、「醫院」等,「社團大樓」主宰整個地盤的發展,控制兄弟與建築的最大數、其升級跟玩家的名聲和等級掛勾。「拳館」主要協助玩家提升兄弟的能力和,包括有「訓練」、「強化合成」、「傳授」三項功能,分別提升兄弟經驗值;提升兄弟技能、等級角色;幫助玩家從不同兄弟處習得新技能。而「醫院」是恢復兄弟體力跟療傷的地方。每棟地盤內建築物的等級上限為20級(除裝飾類建築)。另外,玩家亦可「地盤擴張」功能,擴展地盤版圖,以容納更多新建設。不過以上活動均需現金及建材。

### 地圖工作系統
遊戲中設有npc地圖,玩家可透過其「玩轉」全港十八區,甚至跳出香港至台南台北,體驗真實場區,每區設置該區真實建築物和漫畫中的相關角色,如在屯門區中有生蕃(漫畫中「洪興社」屯門揸FIT人)在地圖上行走,屯門市廣場豎立在地圖上。玩家在各區地圖上可進行經營工作及戰鬥工作以獲得大量名聲值、現金、戰鬥經驗值。

### 任務系統
遊戲當中亦設有一些任務，使玩家獲得更多獎勵，以助玩家升級。而任務背景為漫畫中的故事,與漫畫內的角色息息相關。讓讀者回味經典漫畫故事劇情,帶領玩家穿梭「古惑仔」世界。除了以上的主線任務外,還有每日任務和活動任務,分別協助新手作一些簡單任務就便獲得豐富資源;於指定日子開放,如強敵、挑戰、節日活動等,常於特別地區執行,一般難度較高,故此獎勵亦較豐富。

### 戰鬥系統
身為社團龍頭,自然遭到其他社團的攻擊和「踩場」。《古惑仔Online》亦設置了相關系統,供玩家測試自己的實力,讓玩家彼此間能互相切磋,並從中獲取名現金、聲名值、戰鬥經驗值。系統可分為兩個模式:一是「襲擊」,為直接攻擊對方「睇場」的快速打法,若成功戰勝對手。勝方可在24小時內隨時去手下敗將那裡搶奪建築收入。二是「踩場」,指前往目標地盤攻擊對方,戰勝後同樣取得掠奪對方地盤建築的資格。不過每天只能搶奪同一玩家的三棟建築一次。另外,遊戲也設置「刮友系統」是踩場系統之副系統，旨意在於讓玩家獲得更多機會去爭奪排名分數與挑戰更強的玩家。玩家可從中獲得名聲值、戰鬥經驗值,甚至有機會獲得低級裝備或者是強化金屬。

### 兄弟系統
一個社團只有龍頭強是沒用的,是需要一群與出生入死的兄弟。而在遊戲中,「兄弟」會替玩家守衛地盤、東征西討。兄弟分為三種屬性,分別是力量型，技巧型及速度型三種,三種屬性互相剋制。兄弟亦被分為四個階級和顔色,慿漫畫中的知名度、人氣度、實力作標準進行排名，不同階級的技能，數值各異。如「陳浩南」、「韓賓」這等重要角色就是四星兄弟,「小春」、「大宇」較次要的角色則是三星兄弟。每位兄弟都有不同的兄弟素質屬性(即自身能力),兄弟素質屬性共有六項:血量、攻擊力、防禦力、迴避力、爆發力、健康值 。這些屬性便決定了一個兄弟的強弱。
此外,每位兄弟均有技能,技能分為三種:「固有技能」、「天賦技能」、「坐館技能」。「固有技能」是所有角色一定持有之技能，性質大多為攻擊傷害，幾乎決定了整個戰局的勝敗,注意的是有著發動限制(須安裝指定的道具)。「天賦技能」是UNCOMMON以上的兄弟才會擁有的,方向主要為被動永久增加角色素質、抗性等間接影響戰鬥的技能。而「坐館技能」只會由RARE以上的兄弟擁有，作用是強化地盤的技能，方向圍繞著影響玩家的地盤,例如增加收入、減少工作時間、增強地盤睇場隊伍的素質能力等。因為兄弟的素質屬性會隨着升級而增加,因此有著重大的意義,兄弟的等級可透過「拳館鍛鍊」、「實戰累積」、「合成兄弟」、「界限突破 」這些渠道升級。

### 物品及裝備系統
《古惑仔online》中,有著不同種類的道具、裝備。道具和裝備可分為三個類別。首先是「回復類道具」,主要替玩家補充體力及戰意,通常在「每日登入」與「日常任務」中取得。其次是「裝備類道具」,這種道具包括「戰鬥裝備」和「外觀裝備」。「戰鬥裝備」是指角色的武器跟防具,為該角色額外增加攻擊力、防禦力,而不同的武器應用在不同的技能。與「兄弟」一樣,「戰鬥裝備」也有分不同的珍貴度。「外觀裝備」沒有任何特別的作用,純粹使自己角色變得更突出,它共分為三個部份:「髮型」、「上半身」、「下半身」,亦有套裝的存在，就是把以上三個部位綜合一起。最後是「功能類道具」,指一些額外功能的道具,如「皇氣保護令」、「VIP會員証」......以上所有道具裝備均可在商城中購買。

## 外部連結
- 古惑仔Online 香港官方網站  （页面存档备份，存于）
- 古惑仔Online的Facebook專頁